# Lubomír Zajíček
Lubomír Zajíček (Brno, 15 de fevereiro de 1946) é um ex-jogador de voleibol da República Tcheca que competiu pela Tchecoslováquia nos Jogos Olímpicos de 1968 e 1972.
Em 1968, ele fez parte da equipe tchecoslovaca que conquistou a medalha de bronze no torneio olímpico, no qual participou de duas partidas. Quatro anos depois, ele participou de quatro jogos e o time tchecoslovaco finalizou na sexta colocação na competição olímpica de 1972.